# چشت شریف
چـِشتِ شریف شهر کوچکی است در افغانستان. این شهر مرکز ولسوالی چشت شریف ولایت هرات است. چشت شریف در کرانهٔ شمالی هری‌رود و ۱٬۵۷۳ متر بالاتر از سطح دریا واقع شده‌است.
سلسلهٔ صوفی چشتیه از این شهر ریشه گرفته‌است. ابواسحاق شامی از بزرگان صوفیان اواخر سدهٔ سوم و اوایل سدهٔ چهارم را استادش به هدایت مردم چشت مأمور کرد و او را خواجهٔ اهل چشت خواند و چون او به چشت وارد شد، نزد مردم نیز به خواجه چشت شهرت یافت و سرسلسلهٔ فرقهٔ چشتیه شد.
شکل‌گیری این سلسله در چشت از سدهٔ چهارم آغاز و تا سدهٔ هفتم ادامه یافت و از سدهٔ ششم به تدریج از ناحیه هرات و خراسان بزرگ به سمت شبه‌قارهٔ هند گسترش پیدا کرد. با مرگ مریدان خواجه مودود، تصوف در چشت رو به ضعف نهاد و عده‌ای از مریدان، با ظهور ترکان و جنگ و ستیز آنان، به مناطق دیگر، از جمله به شهر اجمیر در ایالت راجستان هند هجرت کردند. این شهر پس از ورود خواجه معین‌الدین سجزی چشتی، مرید و خلیفهٔ خواجه عثمان هارونی، پایگاه چشتیه شد.
چشت شریف یکی شهرهای زیبای ولایت هرات باستان و دارای جاذبه‌های گردشگری فراوان می‌باشد.